# Cantó de Capestanh

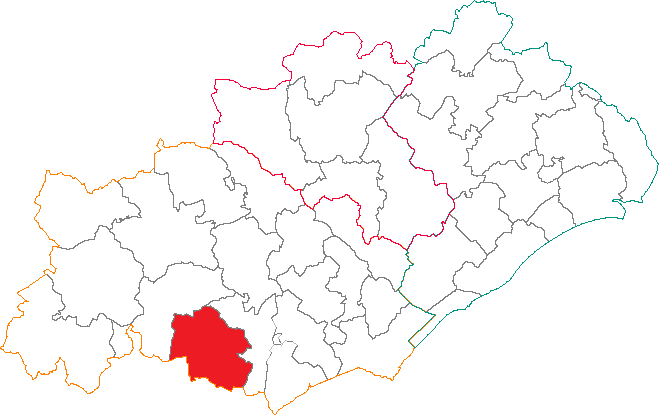
El cantó de Capestanh a l'Erau

El cantó de Capestanh és un cantó francès del departament de l'Erau, a la regió del Llenguadoc-Rosselló. Forma part del districte de Besiers, té 9 municipis i el cap cantonal és Capestanh.

## Municipis

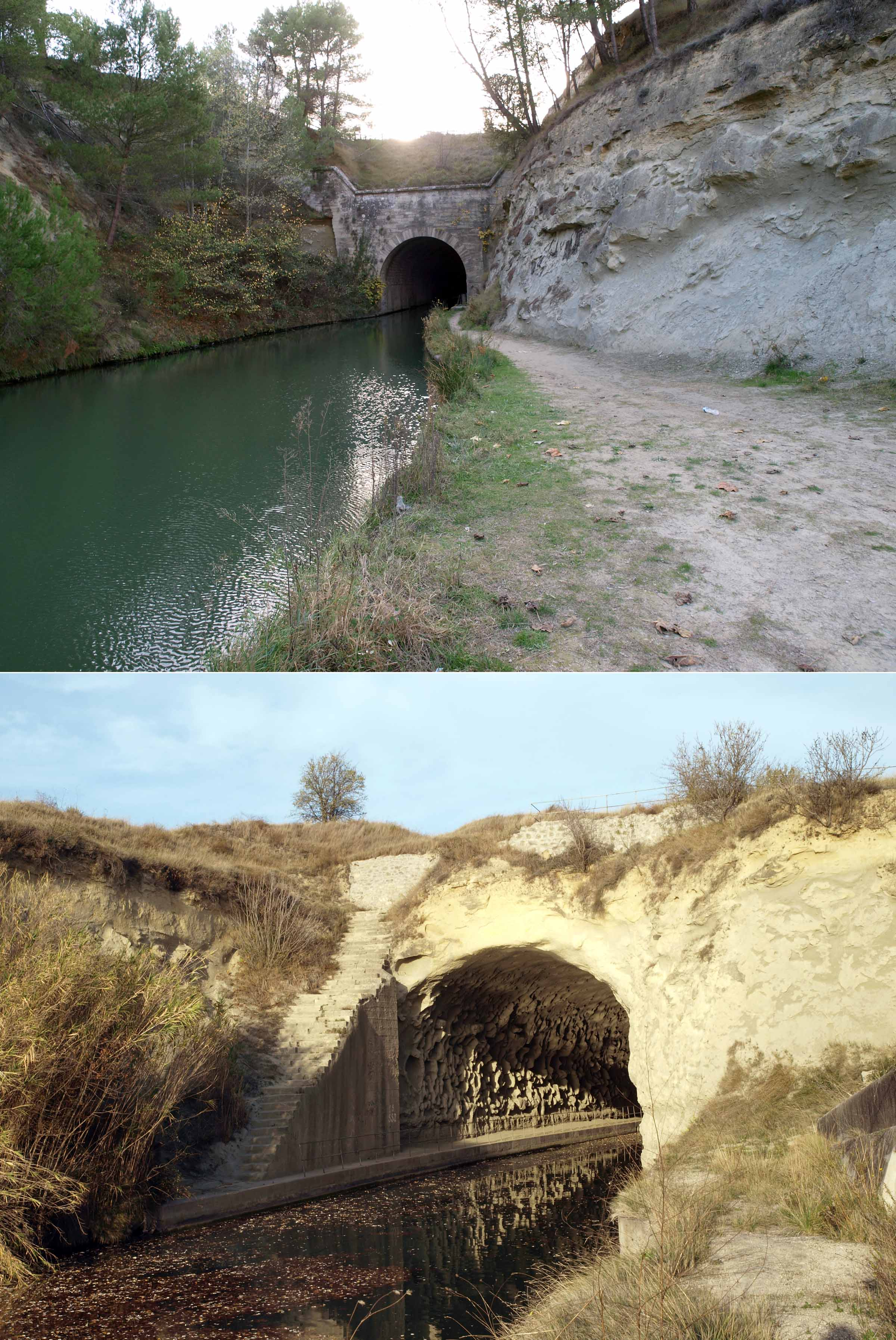
Túnel de Malpas sobre el Canal del Midi a Nissan lez Enserune

- Capestanh
- Creissa
- Maurelhan
- Montadin
- Montelhs
- Niça d'Ausseruna
- Pòlhas
- Puègserguièr
- Cranta